# Storbritanniens forfatning
Storbritanniens forfatning består af en samling af love, konventioner og retssædvaner der dikterer, hvorledes Det Forenede Kongerige skal regeres. 
I modsætning til staternes normale praksis, har Storbritannien aldrig haft en decideret grundlov. Derfor siges det ofte, at landet har en uskrevet, ukodificeret eller de facto forfatning. Ordet "uskrevet" er dog ukorrekt, da store dele af den britiske forfatning er nedskrevet i parlamentets lovgivning, domstolsafgørelser og traktater. Forfatningen har dog visse uskrevne retskilder, herunder ikke mindst de parlamentariske forfatningskonventioner og kongelige prærogativer.
Den britiske forfatnings grundlag har traditionelt været doktrinen om parlamentarisk suverænitet. Heraf følger, at en lov der er vedtaget af parlamentet er suveræn i den forstand, at intet kan overtrumfe en vedtaget lov. Anerkendes dette doktrin fører det til, at Parlamentet, på grund af sin suveræne lovgivende magt, kan ændre forfatningen gennem almindelig lovgivning. I nyere tid har der været stillet spørgsmål ved, om retsakter fra Den Europæiske Union kan overtrumfe parlamentets lovgivning; spørgsmålet er imidlertid blevet besvaret således, at EU-retsakter kun har gyldighed i det omfang parlamentet tillader der.

## Nøgleprincipper i den britiske forfatning

### Parlamentarisk suverænitet og retsstaten
Ifølge den indflydelsesrige statsretsjurist A.V. Diecy er den britiske forfatning baseret på to grundlæggende principper, hvoraf resten af forfatningsretten kan udledes. De to grundlæggende principper er:
- Princippet om parlamentarisk suverænitet der siger, at parlamentet er det øverste lovgivende organ i landet; og at dets aktører er kilden til britisk lovgivning.
- Retsstaten der indebærer, at der skal være retssikkerhed og rule of law. Retssikkerhed er noget man har, når statsmagten selv overholder de love den vedtager, samt de regler der i øvrigt gælder i samfunder. Ved rule of law forstås, at borgere såvel som statsmagten er underkastet de samme regler.

Ligeledes følger det af domstolenes praksis i sagen Entick mod Carrington, at enhver person har frihed til at gøre hvad han ønsker, med mindre han klart og tydeligt bryder loven. 
Ifølge princippet om parlamentarisk suverænitet, kan parlamentet vedtage en hvilken som helst lov den ønsker. I lande hvor der er en kodificeret forfatning, har den lovgivende magt typisk ikke en så upræget grad af frihed på grund af forfatningsmæssige begrænsninger. I Danmark skal en forfatningsændringer f.eks. vedtages gennem en særlig ændringsprocedure. Grænsen for den parlamentariske suverænitet har derfor været debatteret i en årrække.
En række parlamentariske retsakter er på forfatningsmæssigt niveau. Parlamentet har klar kompetence til at ændre længden af den periode, hvori de siddende parlamentarikere er valgt, ligesom begge kamre kan bestemme, at et parlamentsvalg skal udskydes indtil videre. Kongen bevarer og altid kompetencen til at opløse parlamentet. Styrkeforholdet og kompetencefordelingen imellem de to kamre kan også ændres ved almindelig lovgivning.
Parlamentet består i forfatningsretlig forstand af kongen, Underhuset og Overhuset. For at lovgivningen kan have gyldighed, skal den godkendes af kongen. Der er dog en stærk parlamentarisk tradition i Storbritannien, og sidst en monark nægtede at godkende vedtagen lovgivning var i 1708.
I forhold til EU-retten er domstolene nået frem til, at den britiske tiltrædelseslovgivning er en form for forfatningsmæssig vedtægt, der kun kan ophæves direkte ved lov. Det britiske parlament har med andre ord bundet sig selv til at implementere EU-retsakter, indtil det selv vælger at ophæve tiltrædelsesloven.
Det er kun Underhuset der har kompetence til at vedtage et mistillidsvotum og et sådant votum kræver ikke godkendelse af Overhuset eller kongen.
Parlamentet har ligeledes kompetence til at fjerne enkelte medlemmer af regeringen gennem et rigsretsag. Kutymen på dette område er, at Underhuset beslutter om der skal indledes en sag til at begynde med, hvorefter Overhuset, i bekræftende flad, fører sagen mod ministeren. Der har ikke været ført en rigsretsag siden 1806. Med vedtagelsen af forfatningsreformloven i 2005 er denne beføjelse blevet udvidet således, at parlamentet nu også kan fjerne enkelte dommere fra deres embeder.

### Statsenhed og West Lothian-spørgsmålet
Det Forenede Kongerige består af fire lande: England, Wales, Skotland og Nordirland. Ikke desto mindre er det én statsenhed og ikke en føderation (som USA, Tyskland, Brasilien og Rusland) eller en konføderation (som Schweiz). Selvom der siden 2001 har været en decentraliseringsproces i Skotland, Wales og Nordirland, hvorved disse tre lande har fået hver deres egen lovgivende forsamling, regering og førsteminister, har England ikke fået noget tilsvarende (se: West Lothian-spørgsmålet).
Den autoritet de skotske, walisiske og nordirske myndigheder har, har de kun i kraft af lovgivning fra det britiske parlament i Westminster; som altid står frit for at tilbagekalde autoriteten. Der er flere eksempler på, at parlamentet har tilbagekaldt sådanne lovgivning eller suspenderet en lokal forsamling. Således blev det Nordirske Parlament, der blev oprettet i 1920, afskaffet ved en nordirsk forfatningslov fra 1973, vedtaget af Westminster-parlamentet efterfølgende kampe imellem de nordirske myndigheder og terrorister. Nordirland fik i 1998 en ny nationalforsamling.
Det britiske parlament har ikke noget kammer, der kan sammenlignes med De Forenede Staters Senat (der repræsenterer de amerikanske staters interesser) eller det Tyske Forbundsråd (der repræsenterer de tyske Länder). Mere end 80 % af kongerigets befolkning bor i England, der også producere mere end 80 % af det samlede bruttonationalprodukt og huser rigets hovedstad: London.
Den engelske kirke er den etablerede kirke i England, mens Skotland ikke har haft nogen statskirke siden 1921, hvor Den Skotske Kirke fik frataget denne status. Wales og Nordirland har ikke nogen etableret kirke. England og Wales udgør den samme juridiske retsenhed, mens Skotland og Nordirland hver har deres eget retssystem.
Alle disse kendetegn er skabt som gennem lovgivning fra det britiske parlament og alle som en, vil de kunne ophæves af det samme parlament i fremtiden.

### Konstitutionelt monarki
Det Forenede Kongerige er et konstitutionelt monarki og den britiske trone nedarves efter princippet om, at først-fødte går forud for sidst-fødte, men med den modifikation, at mænd har forrang for kvinder. Ligeledes kan tronen aldrig indehaves af en person, der bekender sig til romersk katolicisme eller som gifter sig med en person der bekender sig til romersk katolicisme.
Under den britiske forfatning, besidder monarken en række ukrænkelige kompetencer, kendt som kongelige prærogativer. Beføjelserne følger tronen, og skulle en monark abdicere, ville kompetencerne tilfalde den nye monark. Siden restorationen har det imidlertid været udenfor enhver tvivl, at de kongelige prærogativer alene kan udøves på baggrund af råd fra premierministeren eller andre ministre. Dette princip er af den victorianske avisudgiver Walter Bagehot beskrevet således:
| Citat | the Queen reigns, but she does not rule. | Citat |
|       |                                          |       |

### Premierministeren og regeringen
Premierministeren udpeges af kongen. Det er en forfatningsretlig sædvane, at den person, der kan samle et absolut flertal bag sig i Underhuset også udpeges som premierminister. Hvis ingen person kan samle et absolut flertal bag siger man, at parlamentet er hængende (hvilket ofte var tilfældet i 1800-tallet og 1960'erne) og kongen har derfor større fleksibilitet i sit valg. Efter der er valgt en premierminister indstiller den nyvalgte premierminister til kongen, hvilke personer der skal være medlem af regeringen. Premierministeren udgør sammen med samtlige ministre Hendes Majestæts Regering; kabinettet, der formelt er en del af Statsrådet, består imidlertid kun af premierministeren og de ledende ministre (omkring 22 personer). 
Skulle det ske, at Underhuset gennemtvinger og vinder en mistillidsafstemning, er premierministeren tvunget til enten at gå af (sammen med resten regeringen) eller bede kongen om at opløse parlamentet og udskrive et lynvalg. Hvad end der er tale om et almindeligt valg eller et lynvalg, forbliver regeringen på sin post indtil valget er overstået og kongen har udnævnt en ny premierminister. Det er kutyme, at kongen altid følger premierministerens ønske om at udskrive et nyvalg, når premierministeren ønsker det. Hun kan dog modsætte sig dette, f.eks. hvis premierministeren ønsker at udskrive nyvalg umiddelbart efter, der lige har været et valg. I så fald vil hun invitere lederen af den officielle opposition til at danne en regering.
Premierministeren og de øvrige ministre overtager, ligesom i Danmark, deres embeder øjeblikket efter de er blevet udnævnt af kongen. I modsætning til en række andre lande, skal ministrene således ikke igennem en formel godkendelsesprocedure i parlamentet.
Det er et krav, at premierministeren og de øvrige ministre er medlemmer af enten Underhuset eller Overhuset. Bemærk dog, at en person der ikke er medlem af et af de to huske sagtens kan blive ministre, da vedkommende forinden kan tildeles en plads i Overhuset. Når regeringen har et lovforslag til behandling i et af de to kamre, er ministre forpligtet til kollektivt at stemme for regeringens forslag; også selvom forslaget går imod deres personlige følelser eller deres vælgeres interesser. Normalt er premierministeren medlem af Underhuset, men det er ikke noget krav. Den sidste premierminister der sad i Overhuset mens han var minister, var Robert Cecil, i 1902. Således er den udøvende magt (Hendes Majestæts Regering) en del af det parlamentariske system.
Hvis en premierminister ikke længere nyder sine egne partimedlemmers støtte i Underhuset, kan vedkommende være tvunget til at forlade sit embede. Hvis styrkeforholdet i Underhuset er bibeholdt, vil det ikke være nødvendigt at udskrive nyvalg eller lade premierministerposten overgå til oppositionen; det største parti vælger dermed reelt, hvem der skal være premierminister. Dette skete i 1990, da Margaret Thatchers lederskab af Det Konservative Parti blev udfordret.

### Retssystemerne
Som nævnt ovenfor, består Det Forenede Kongerige af tre separate jurisdiktioner: En for England og Wales; en for Nordirland og en for Skotland. I forbindelse med forfatningsreformloven i 2005 har man omdannet Overhusets Appeludvalg til en ny højesteret, som er sidste appelinstans i en lang række sager.
Dommere kan efter 2005 ikke være medlemmer af Overhuset eller Underhuset.

### Den Engelske Kirke
Den Engelske Kirke er den etablerede krike i England, men ikke i Skotland, Wales eller Nordirland. Monarken er kirkens formelle overhoved og troens beskytter og det er et krav, at hun selv er medlem af kirken. Som en del af kroningsceremonien sværger monarken, at ville "bibeholde og bevare den engelske kirkes stilling, kirkens doktrin, gudsdyrkelse, discipliner og kirkens styreform" før Ærkebiskoppen af Canterbury kroner hende. En lignende ed afgives overfor Den Skotske Kirke. Alle præster sværger ved deres ansættelse evigt troskab til monarken.
Det følger af princippet om parlamentarisk suverænitet, at det britiske parlament har ret til at regulere den engelske kirkes forhold. I praksis er denne beføjelse delegeret til kirkens Almindelige Synode, der er en form for parlamentarisk forsamling for præsteskabet. Monarken besidder et kongeligt prærogativ der siger, at hun er berettiget til at udpege nye biskopper og ærkebiskopper. I praksis varetages denne kompetence af premierministeren, som træffer et valg imellem to kandidater, som en kirkelig ansættelseskommission har udvalgt.
I modsætning til mange andre europæiske stater, yder den britiske stat ikke økonomisk støtte til den engelske kirke. Kirken er i stedet afhængig af donationen, udlejning af jord og investeringer.

## Vigtige love og konventioner
Nedenfor er opridset nogle af de love der kan betragtes som en del af forfatningen, samt nogle af de vigtigere konventioner.

### Vigtige love i udvalg
- Magna Carta (1215)
- Laws in Wales Acts 1535–1542
- Petition of Right (1628)
- Habeas Corpus Act 1679
- Bill of Rights 1689 – for England og Wales
- Claim of Right 1689 – for Skotland
- Act of Settlement 1701
- Acts of Union 1707 – union mellem Kongeriget England & Kongeriget Skotland, der førte til dannelsen af Kongeriget Storbritannien
- Act of Union 1800 – union mellem Kongeriget Storbritannien & Irland, der førte til dannelsen af Det Forenede Kongerige af Storbritannien og Irland
- Reform Act 1832
- Reform Act 1867
- Reform Act 1884
- Parliament Acts 1911 and 1949
- Representation of the People Act 1918
- Government of Ireland Act 1920
- Irish Free State (Agreement) Act 1922, Irish Free State Constitution Act 1922, and Irish Free State (Consequential Provisions) Act 1922
- Royal and Parliamentary Titles Act 1927
- Representation of the People Act 1928
- Statute of Westminster 1931
- Representation of the People Act 1949
- Life Peerages Act 1958
- Representation of the People Act 1969
- European Communities Act 1972
- Northern Ireland Constitution Act 1973
- Human Rights Act 1998
- Scotland Act 1998
- Government of Wales Act 1998
- Northern Ireland Act 1998
- House of Lords Act 1999
- Freedom of Information Act 2000
- Constitutional Reform Act 2005
- Government of Wales Act 2006

### Nogle vigtige forfatningskonventioner
En parlamentarisk forfatningskonvention er en uformel og ukodificeret aftale, angående en bestemt procedure, som skal følges.
- I relation til monarken:
  - Den britiske monark skal give love, vedtaget af parlamentet, lovskraft.
  - Den britiske monark må ikke uden premierministerens råd opløse parlamentet.
  - Den britiske monark skal bede lederen af det parti med flest medlemmer i Underhuset om at danne en regering; og, hvis der ikke er noget dominerende parti, lederen af det parti, der med størst sandsynlighed kan forme en koalitionsregering.
  - Den britiske monark skal bede medlemmerne af Underhuset (frem for medlemmerne af Overhuset eller nogen udenfor parlamentet) om at danne en regering. Dog er det fortsat muligt at danne en provisorisk regering, bestående af medlemmer af Overhuset.
- Alle ministre skal være medlem af enten Underhuset eller Overhuset.
- Overhuset er forpligtet til at stemme for ethvert lovforslag, den siddende regering gik til valg på at ville gennemføre (se: Salisburykonventionen'). I nyere tid er denne konvention imidlertid blevet brudt af Overhuset til trods for, at dette kammers sammensætning nu, og i langt højere grad end dengang konventionen blev vedtaget, afspejler sammensætningen i Underhuset.
- Ministre kan gøres individuelt ansvarlige for deres handlinger gennem en rigsretsag.
- Ministre er kollektivt ansvarlige for regeringens handlinger.